# Alain Mamou-Mani
Pour les articles homonymes, voir Mamou-Mani.
Alain Mamou-Mani, né le 26 décembre 1949, à Nabeul en Tunisie, est un producteur et auteur français.

## Biographie

### Jeunesse
Né à Nabeul, il est envoyé en pension au Lycée de Carthage avant l'indépendance et l'exode en 1967 en France. Puis il intègre le lycée Carnot de Tunis jusqu'en Math Sup en 1967. En 1972, il obtient une maîtrise en informatique à la faculté des sciences Paris VI de Jussieu à Paris. Par ailleurs, militant de Mai 68, il travaille sur le thème de l'autogestion, sujet de son DEA à l'École pratique des Hautes Études sous la direction de Raymond Aron.

### Famille
Il est le père de l'humoriste Mamouz, de l'architecte Arthur Mamou-Mani, et le frère de Guy Mamou-Mani, président de Numeum, du groupe Open.

### Engagement
Il évolue du Parti socialiste unifié, vers Génération écologie dont il est l'un des fondateurs avec Brice Lalonde et Jean-Louis Borloo puis essuie les critiques du Canard Enchainé, pour des faits connexes: 

« On peut légitimement se demander comment un ministre de l'Environnement peut encore avoir de l'autorité sur des industriels, potentiellement pollueurs, qui financent son parti... Curieusement du reste, Alain Mamou-Mani, qui était responsable de la société de financement, a cru bon de devoir démissionner. »

— (Extrait du livre de Raymond Pronier, Génération verte: Les écologistes en politique, 1992, p.)
En 1992, il fonde le magazine Décision-Environnement qui fusionne en 2000 avec Environnement Magazine.
Il a fondé l'association Orée en 1993 qu'il préside jusqu'en 1996.

Il a écrit plusieurs ouvrages (essais, romans) dont La Vie en vert sur le mariage de l'écologie et de l'économie et Au-delà du profit sur les investissements SRI, postfacé par Raoul Vaneigem. Alain Mamou Mani participe aux Les Dix Commandements d'Albert Cohen et Pascal Obispo, en écrivant un essai du même titre avec Jean-Charles Thomas, Dalil Boubakeur et Joseph Haïm Sitruk, en 2000. Il est cité en 2001, par le romancier Maurice Dantec : 

« Personne n'a encore eu l'idée de me tirer dessus pour me faire taire. C'est donc vivant que je suis parvenu au point final du quatrième feuillet. L'intervention, fort louable, d'Alain Mamou-Mani, (tentait) d'expliquer à une demi-salle. »

— (Extrait du livre de Maurice Dantec, Laboratoire de catastrophe générale. Journal métaphysique et polémique (2000-2001), Gallimard, 2001, p.)
De novembre 2014 à juin 2015, il a été secrétaire général de l'association présidée par Jean-Louis Borloo : Énergies pour l'Afrique, pour permettre l’accès à l’électricité à tous les africains,.
En août 2015, intéressé par l'étiopathie, il dit sur RTL être sensible à la douleur des autres, tel un scanner, et apprend intuitivement à Didier van Cauwelaert, avoir fait une NDE, à la naissance.

### Carrière
Après neuf ans comme ingénieur informaticien et délégué CFDT à la Banque nationale de Paris, il crée, en 1979, avec Joël Grynbaum, une des premières start-up françaises : Go International. Il revend cette société en 1988 au groupe américain Computer Sciences Corporation et se lance dans la communication et les médias. En 1989, il devient directeur général du groupe Nova Press de Jean-François Bizot, (Actuel, Radio Nova) tout en étant  membre des comités de rédaction des revues Hérodote et Interférences.
En septembre 1998, le mathématicien Robert Azencott, ancien professeur à l’École normale supérieure, demande à Alain Mamou-Mani de devenir Directeur Général de la start-up Miriad Technologies, pionnière de l'intelligence artificielle, poste qu'il occupera jusqu'à fin 2001.
Alain Mamou-Mani produit plusieurs films avec Michel Propper dans MP Productions (2001-2008) et Quid Novi (2008-), prenant en outre la fonction de directeur général du groupe BAC Films (2002-2003) de Jean Labadie dont les accords initiaux avec Jean-Marie Messier (ex-PDG de Vivendi Universal), et Studio Canal (qui détient 80 % de Bac Distribution) ainsi que la condamnation financière judiciaire de l'investisseur, Michel Litvak (en), aux États-Unis en 1985, figurant dans les archives du FBI, provoquent la chute, et la revente à Millimages, en 2003.
Son roman Kill Jean, comment ils ont tué Jean Seberg, Balzac Éditeur, écrit avec Antoine Lassaigne évoque la mort suspecte en 1979 de la star de la nouvelle vague.
Il dirige depuis juin 2020 la collection Domaine Méditerranéen de Balzac Éditions dans laquelle il publie des auteurs venant du Sud de la Méditerranée.
Membre de l'Agora 21 de l'ANSSI, il est juré du prix du Cyber roman/ Agora 21 .

## Filmographie
- 2003 : Kedma d'Amos Gitaï ;
- 2003 : Rire et Châtiment d'Isabelle Doval ;
- 2003 : Alila de Amos Gitaï ;
- 2004 : Terre promise de Amos Gitaï ;
- 2005 : Espace Détente de Yvan Le Bolloc'h et Bruno Solo ;
- 2005 : Bunker Paradise de Stefan Liberski ;
- 2008 : Un château en Espagne d'Isabelle Doval.

## Ouvrages
- La vie en vert. Le mariage de l'écologie et de l'économie, éd. Payot avec Chantal Mamou-Mani, 1992 ;
- Au-delà du profit. Comment réconcilier Woodstock et Wall Street, postface de Raoul Vaneigem, éd. Albin Michel, 1995 ;
- Forces majeures (roman), éd. Nil, 1999 ;
- Les Dix Commandements, éd. Albin Michel avec Jean-Charles Thomas, Dalil Boubakeur et le grand Rabin Joseph Haïm Sitruk, 2000 ;
- Le guide éthique du consommateur, éd. Albin Michel avec l'Observatoire de l'éthique (Association), 2001 ;
- Le Grand Livre de la tendresse, collectif, Albin Michel, 2002 (avec Patrice van Eersel, Jacques Salomé, Gérald Pagès ; Christophe Massin, Jean-Pierre Relier, Hugues Reynes ; Suzanne Robert-Ouvray, Boris Cyrulnik ; Christiane Singer, Guy Corneau, Paule Salomon, Gérard Leleu ; Alain Delourme, Odile Ouachée, Jean-Pierre Klein, Luc Boulanger ; Stan Rougier, Michèle Salamagne, Marie de Hennezel) ;
- Le rebond économique de la France - 85 innovateurs, acteurs de la croissance et de l'emploi témoignent, de Vincent Lorphelin collectif, Pearson, 2012 ;
- La Grippe (roman), éd. Createspace/amazon, 2013 ;
- Vénus, la déesse de l'Amour (roman), éd. Createspace/Amazon avec Ornella Bardini, 2013 ;
- Au ciel! Rien ne va plus! (pièce de théâtre), éd. Createspace/Amazon, 2013 ;
- Du rififi dans les starts-up (roman), éd. Publibook, 2014 ;
- Souvenirs d'en face (récit), éd. Createspace/Amazon, 2014  (ISBN 978-1496051370)
- Kill Jean Comment ils ont tue Jean Seberg (roman), éd. Balzac avec Antoine Lassaigne, 2019 ;
- La fille rêvée de Kim Jung-un (roman), éd. La route de la soie avec Antoine Lassaigne, 2023.

## Scenarios
- 1980 : Panne des sens (avec Louis Daquin, Caroline Champetier,  Alain Mamou-Mani, Jean-Jacques Kupiec) co-réalisé avec Dominique Chapuis[17] ;

- 1996 : Le jour de la Terre ;
- 2018 : The diamond song avec Antoine Lassaigne, prix de la maison des scénaristes à Cannes 2019 [18] ;
- 2020 : Pour l’amour du faux avec Antoine Lassaigne ;
- 2019 :  Le premier pas avec Antoine Lassaigne ;
- 2020 :  Itinéraire d’une groupie avec Antoine Lassaigne ;
- 2023 :  L'homme des signes avec Antoine Lassaigne et Zohr Fassi-fihri ;
- 2023 :  Melodies of love avec Antoine Lassaigne et Philippe Muyl.

## Distinction
Alain Mamou-Mani a été promu en 2012 Officier de l'ordre national du Mérite.
Il avait été nommé en 1996 chevalier de l'ordre national du Mérite par la ministre de l'environnement Corinne Lepage.